# Stampfbeton

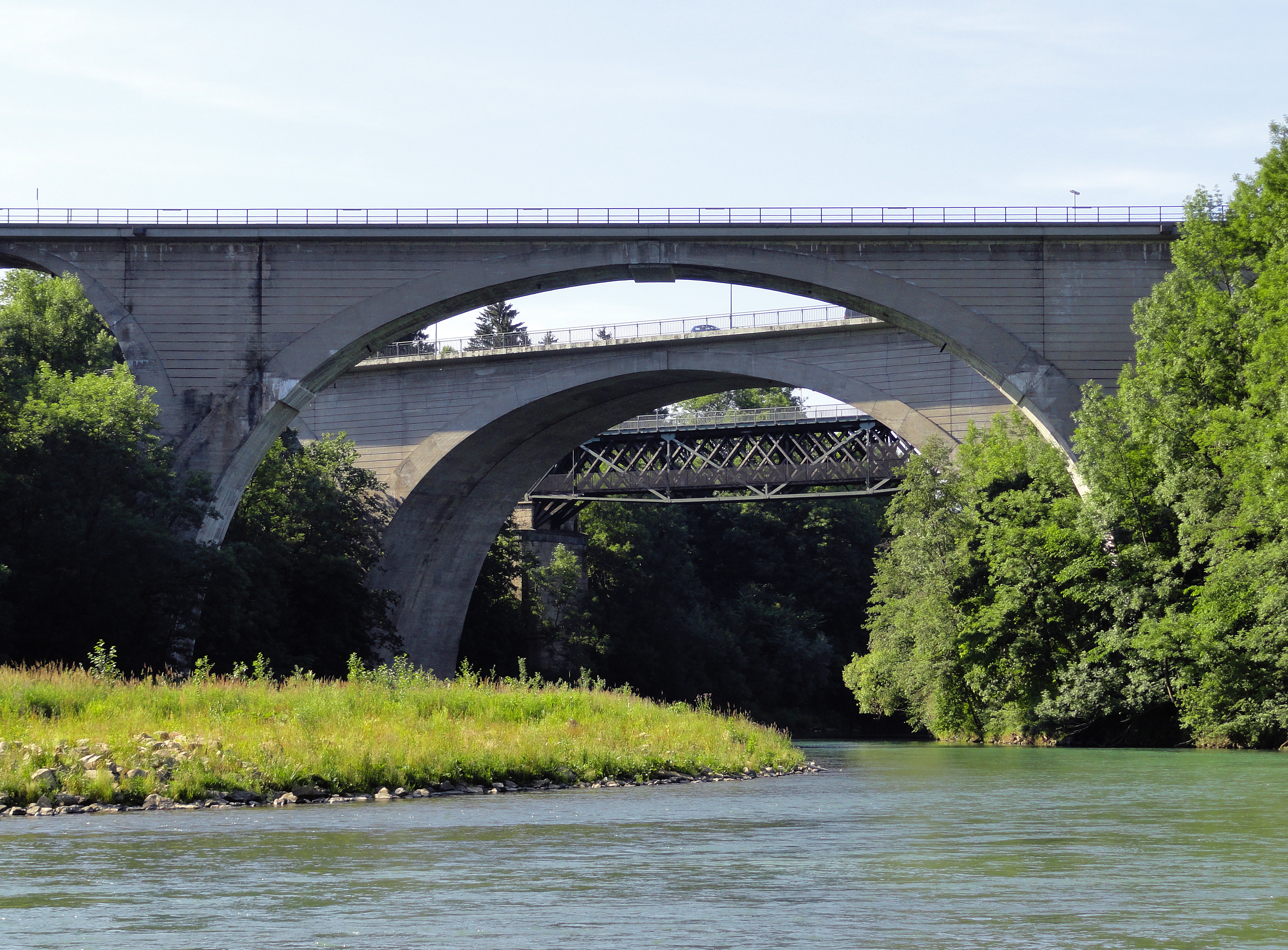
Die Oberen Illerbrücken in
Kempten (Allgäu) sind die größten aus Stampfbeton gebauten Brücken der Welt.

Stampfbeton ist die Bezeichnung für (meist) unbewehrten Beton, der durch die Druckstöße beim Stampfen verdichtet wird.

## Technische Merkmale
Stampfbeton entsteht aus einem Gemisch von Kies, Sand, Zement und Wasser. Mit den entsprechenden Schalungen kann man den Kunststein in jeder beliebigen Form herstellen. Der Beton gehört zu den Betonen, die durch Stampfen verdichtet werden, weshalb hierfür nur Betongemische mit einer steifen Konsistenz verwendet werden. Eine zu verdichtende Betonschicht sollte eine Dicke von 15 cm nicht überschreiten. Er wurde meist für Bauwerke oder Bauwerksteile aus unbewehrtem Beton verwendet, vor der Erfindung des Flaschenrüttlers aber auch für Bauwerke aus Stahlbeton.

## Geschichte

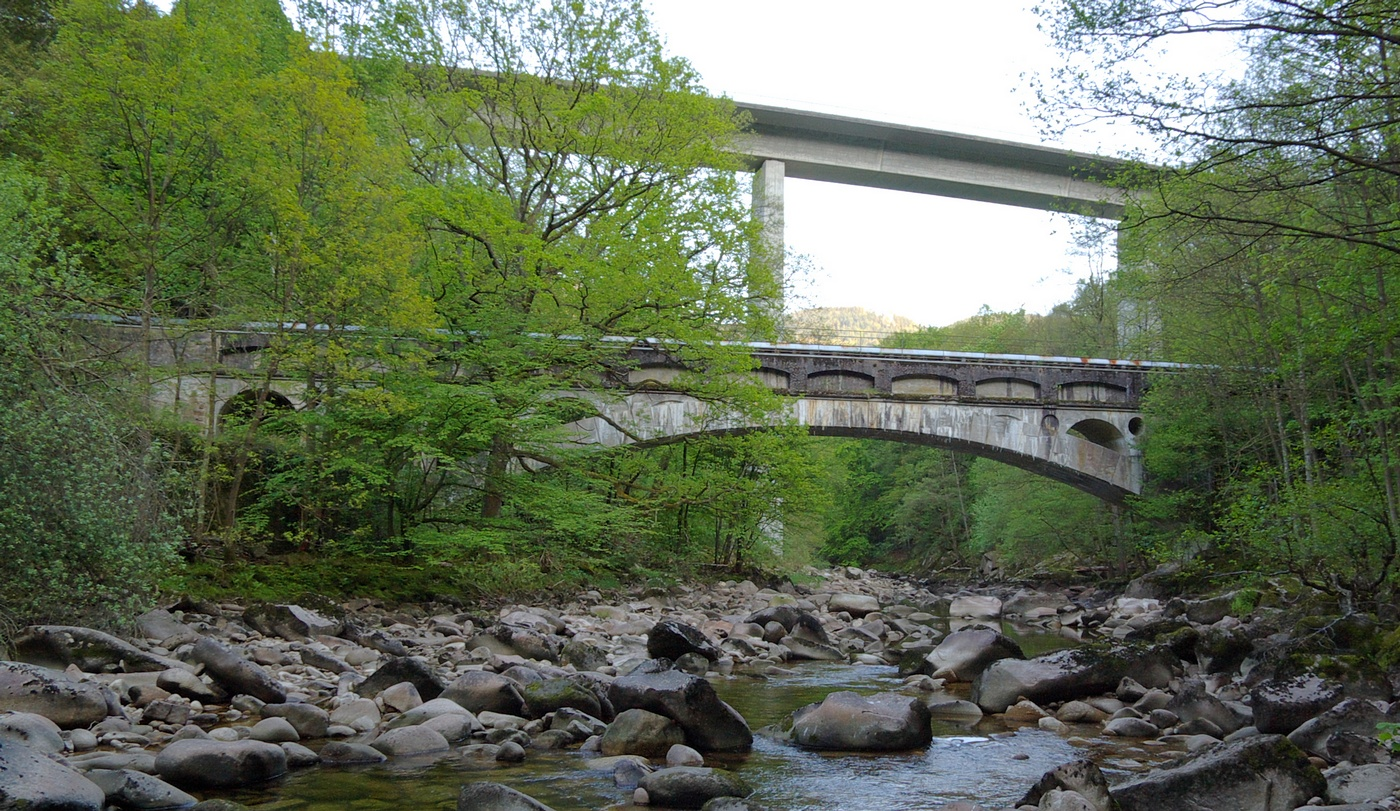
Vorne das Stampfbeton-Aquädukt (1885) über die Murg im Nordschwarzwald, dahinter eine moderne Stahlbetonbrücke im Verlauf der B 462

Der Stampfbeton wurde von dem französischen Architekten und Ingenieur François Martin Lebrun Ende der 1820er Jahre erfunden. Er kombinierte die herkömmliche Technik des Pisé, bei der Lehm in eine Schalung gestampft wird, woraus Wände aufgebaut werden, mit einer Mischung aus hydraulischem Kalk, Sand und Kies. Für die richtige Mischung griff er auf die Rezeptur von Louis-Joseph Vicat zurück, die er experimentell weiter entwickelte. Erstmals verwendete er diesen Beton beim Bau des Wohnhauses für seinen Bruder, die Villa Lebrun, in Marssac-sur-Tarn, das erste komplett aus Beton errichtete Gebäude seit der Antike. In großem Maßstab setzte er den Beton beim Bau des Rathauses von Gaillac ein: Der Keller des Gebäudes, einschließlich der Gewölbe, wurde aus Stampfbeton hergestellt. Das Rathaus ist das erste öffentliche Bauwerk der Neuzeit weltweit, in dem dieser Baustoff in großem Umfang wieder verwendet wurde. Auch errichtete Lebrun mehrere Brücken aus Stampfbeton.
Die ersten großen Brücken aus Stampfbeton waren die Aquäduktbrücken über die Yonne und über den Loing, die in den Jahren 1866 bis 1874 von Eugène Belgrand für die Wasserversorgung von Paris errichtet wurden.
In Deutschland war die Arbeit von Lebrun in der Fachliteratur bekannt, wurde aber erst relativ spät übernommen. 1882 entstand in Seifersdorf eine 9,80 Meter lange Segmentbogenbrücke aus Stampfbeton auf der Trasse der Weißeritztalbahn durch die Firma Dyckerhoff & Widmann. Die erste große Brücke mit diesem Verfahren in Deutschland wurde 1885 im Nordschwarzwald über die Murg zwischen Langenbrand und Weisenbach errichtet. Das 40 Meter lange Aquädukt über die Murg (▼) nach Plänen des Ingenieurs K. von Müller leitete oberhalb einer Murgschleife abgezweigtes Wasser aus einem Bergstollen zum Kraftwerk der Papierfabrik E. Holtzmann & Cie. Die Kanalbrücke steht seit 1979 unter Denkmalschutz, das Wasser wird heute in einer Rohrleitung über die Brücke geführt. Die 1893 in Munderkingen über die Donau erbaute und 1945 zerstörte Munderkinger Donaubrücke hatte einen 50 Meter weit gespannten Dreigelenkbogen. Die zwei Oberen Illerbrücken in Kempten aus Stampfbeton sind die größten der Welt.
Da Brücken in der heutigen Zeit höheren Belastungen standhalten müssen, wurde die Technik des Bauens mit Beton weiterentwickelt. So ist heute ein bewehrter Stahlbeton üblich.

## Aktuelle Bauwerke

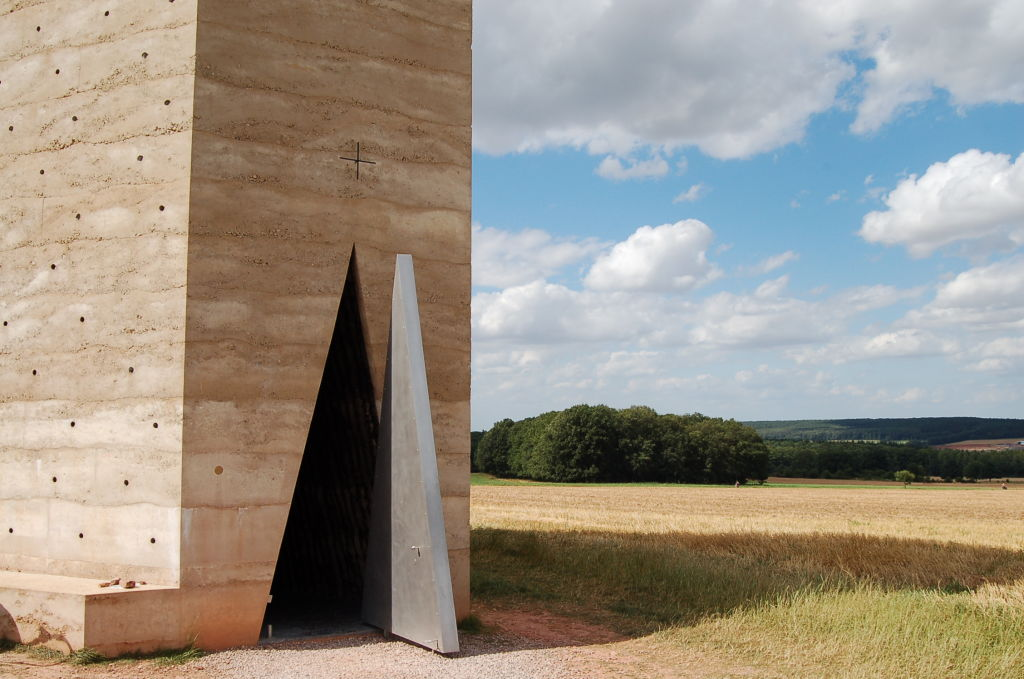
Die Bruder-Klaus-Feldkapelle von Peter Zumthor

Ein aktuelles und prominentes Beispiel für ein Bauwerk aus Stampfbeton ist die Bruder-Klaus-Feldkapelle in Wachendorf des Schweizer Architekten Peter Zumthor. Er umschloss ein konisches Holzgerüst mit einem polygonalen Mantel aus Stampfbeton, der aus rötlichgelbem Sand, Flusskies und weißem Zement Schicht für Schicht aufgebaut wurde. Das Holzgerüst wurde anschließend, quasi als ‚verlorene‘ Innenschalung, in Brand gesetzt und verkohlt. Übrig blieb ein rußgeschwärzter Innenraum.
Ein weiteres aktuelles Beispiel ist das am 17. September 2014 eröffnete Besucherzentrum der Sparrenburg in Bielefeld. Das eingeschossige Gebäude wurde vom Berliner Architekten Max Dudler entworfen und beherbergt auf knapp 80 m² einen Ticketschalter, den Museumsshop und einen Kiosk. Die Fassade aus Stampfbeton ähnelt in Farbe und Struktur dem mittelalterlichen Mauerwerk der Burg und erinnert an natürliche Sedimentschichten.
Stampfbeton wurde auch für die prägenden Seitenmauern des Carmen-Würth-Forums von David Chipperfield nahe Künzelsau verwendet.